# Katja Loher

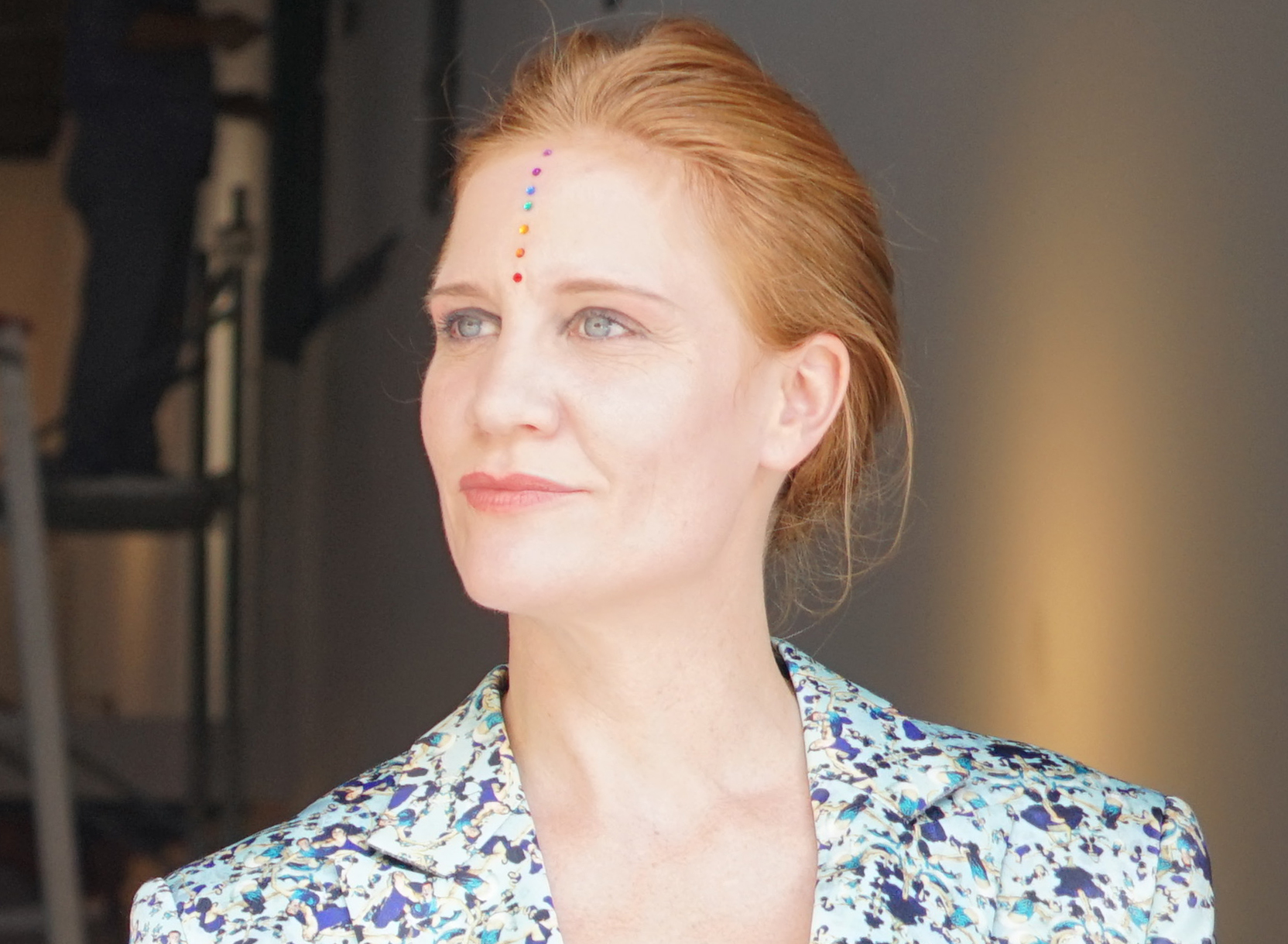
Katja Loher

Katja Loher (* 1979, Curych) je švýcarská vizuální umělkyně, známá svými video sochami a instalacemi. Často integruje organické, planetární a pohyblivé choreografické prvky do panoramatických leteckých perspektiv. Její díla jsou kritiky považována za evokující alternativní dimenze, kde se prolínají minulost, přítomnost a budoucnost.
Její díla byla vystavena v muzeích umění v mnoha zemích, včetně Itálie, Ruska, Číny, a USA. Její umění je také zastoupeno ve sbírkách institucí, jako jsou Swissgrid AG, Perth Concert Hall Museum, a New Britain Museum of American Art.